# Shipman (Virginia)
Shipman è un census-designated place (CDP) degli Stati Uniti d'America, situato nello stato della Virginia, nella contea di Nelson. Nel censimento degli Stati Uniti d'America del 2010 la popolazione di Shipman era di 507 abitanti. 